# Klein Leuthen
Klein Leuthen, niedersorbisch Lutolk, ist ein Gemeindeteil von Groß Leuthen, einem Ortsteil der Gemeinde Märkische Heide im Landkreis Dahme-Spreewald in Brandenburg.

## Lage
Klein Leuthen liegt in der Niederlausitz, etwa 17 Kilometer nordöstlich der Kreisstadt Lübben. Das Dorf zählt zum amtlichen Siedlungsgebiet der Sorben/Wenden. Umliegende Ortschaften sind Wittmannsdorf im Norden, Wiese und Schuhlen im Nordosten, Leibchel im Südosten, Dollgen im Südwesten, Groß Leuthen im Westen sowie Bückchen im Nordwesten.
Klein Leuthen liegt unmittelbar am Ufer des Groß Leuthener Sees und verfügt dort über einen Campingplatz. Westlich des Dorfes verläuft die Bundesstraße 179 nach Königs Wusterhausen, östlich die Bundesstraße 87 nach Lübben und Beeskow.

## Geschichte
Klein Leuthen wurde erstmals im Jahr 1517 als Klein-Leutten urkundlich erwähnt. Der Ortsname ist von dem slawischen Vornamen Luta beziehungsweise Lutol abgeleitet. Arnošt Muka nennt den sorbischen Namen Lutolk, Im Jahr 1844 hatte Klein Leuthen 113 Einwohner, die in 15 Gebäuden lebten. Das Dorf war nach Groß Leine eingepfarrt und stand unter der Grundherrschaft der Standesherrschaft Leuthen.
Nach dem Wiener Kongress kam das zuvor sächsische Klein Leuthen an das Königreich Preußen. Dort lag das Dorf im Landkreis Lübben (Spreewald) im Regierungsbezirk Frankfurt. Unter den Nationalsozialisten wurde Klein Leuthen am 1. April 1939 nach Groß Leuthen zwangseingemeindet. 1946 erlangte Klein Leuthen seine Eigenständigkeit zurück, bevor es am 1. Juli 1950 wiederum nach Groß Leuthen eingemeindet wurde. Am 25. Juli 1952 wurde das Dorf dem neu gebildeten Kreis Lübben im Bezirk Cottbus zugeordnet. Nach der Wende lag Klein Leuthen zunächst im Landkreis Lübben, wo sich die Gemeinde Groß Leuthen am 2. November 1992 mit ihrem Ortsteil Klein Leuthen dem Amt Märkische Heide anschloss. Im Zuge der brandenburgischen Kreisreform vom 6. Dezember 1993 wurde Klein Leuthen dem Landkreis Dahme-Spreewald zugeordnet. Am 26. Oktober 2003 wurde Groß Leuthen mit 17 weiteren Gemeinden der neu gegründeten Gemeinde Märkische Heide angeschlossen und Klein Leuthen wurde zu einem Gemeindeteil herabgestuft.

## Bevölkerungsentwicklung
| Jahr | Einwohner |
| ---- | --------- |
| 1875 | 115       |
| 1890 | 112       |
| 1910 | 86        |
| 1925 | 77        |
| 1933 | 77        |
| 1946 | 114       |